# Pseudotrypauchen multiradiatus
A Pseudotrypauchen multiradiatus a csontos halak (Osteichthyes) főosztályának a sugarasúszójú halak (Actinopterygii) osztályába, ezen belül a sügéralakúak (Perciformes) rendjébe, a gébfélék (Gobiidae) családjába és az Amblyopinae alcsaládjába tartozó faj.
Nemének egyetlen faja.

## Előfordulása
A Pseudotrypauchen multiradiatus India, Indonézia és Malajzia vizeiben fordul elő.

## Megjelenése
Ez a hal legfeljebb 9 centiméter hosszú. 27 csigolyája van. Szemei kezdetlegesek és bőr fedi. Nagy szája a szem mögött végződik. Mindkét állkapcsában, kis, lekerekített fogak ülnek. Rövid, vékony tapogatószálai vannak. Testét nagy pikkelyek fedik. Mellúszói hosszabbak, mint a hasúszók. Hátúszója tüskés. Farokúszója hosszú.

## Életmódja
Trópusi halfaj, amely egyaránt megél a sós- és brakkvízben is. Fenéklakó gébféle, amely az iszapos részeket kedveli.